# James Douglas, 4. Earl of Morton

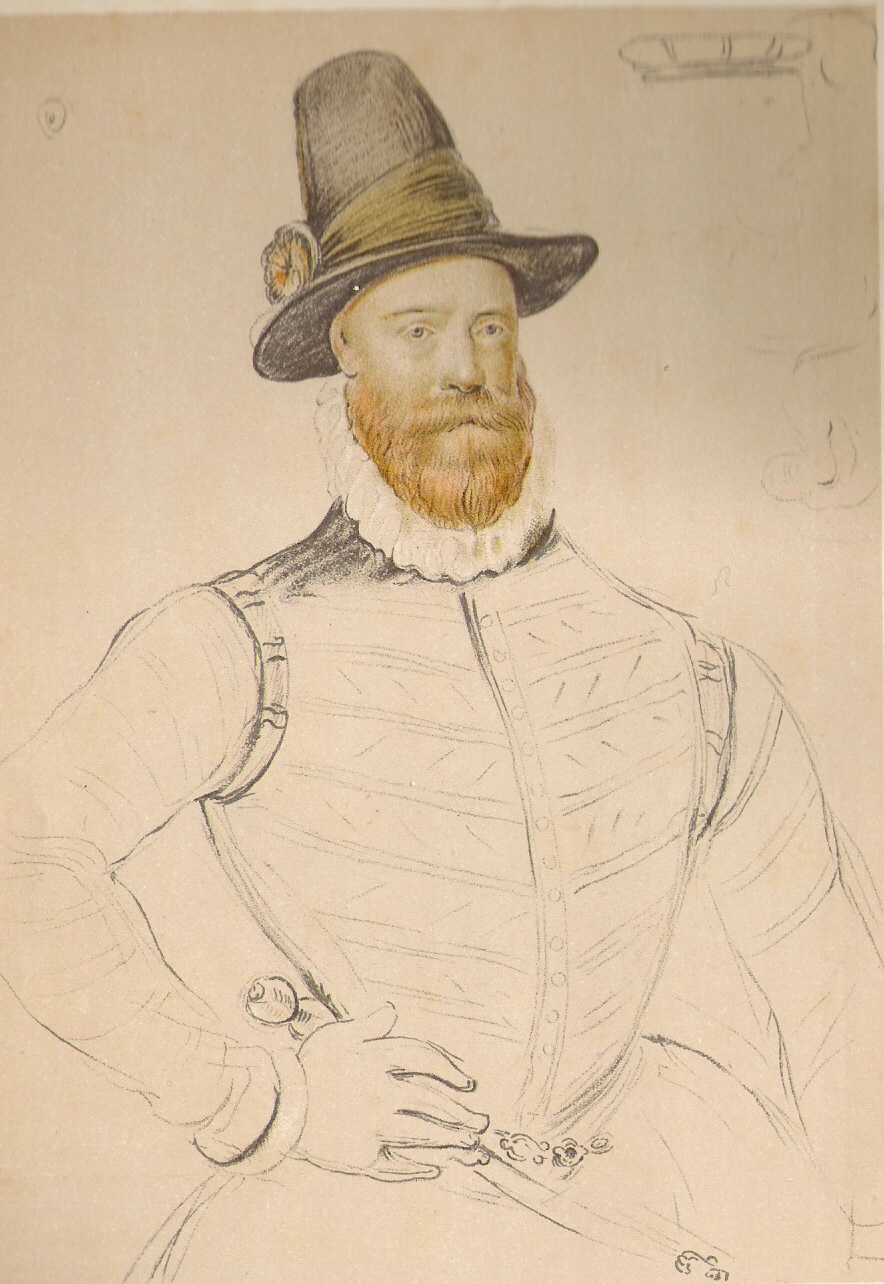
James Douglas, 4. Earl of Morton

James Douglas, 4. Earl of Morton (* 1525; † 2. Juni 1581 in Edinburgh) entstammte dem in Schottland einflussreichen und weitverzweigten Douglas-Clan. Er war in das tragische Schicksal der Königin Maria Stuart verwickelt, an deren Sturz er mitwirkte, und führte von 1571 bis 1578 für ihren unmündigen Sohn Jakob VI. die Regierungsgeschäfte. 1581 wurde er hingerichtet.

## Leben
Seine Eltern waren Sir George Douglas of Pittendriech (ein jüngerer Bruder von Archibald Douglas, 6. Earl of Angus) und Elisabeth Douglas. Spätestens seit 1543 war James Douglas mit Elisabeth Douglas, der Tochter von James Douglas, 3. Earl of Morton, verheiratet. Mit königlicher Urkunde vom 22. April 1543 wurde er als Erbe der Titel und Ländereien seines Schwiegervaters eingesetzt. Entsprechend folgte er nach dessen Tod, 1548, als Earl of Morton und erbte auch dessen Schlösser Dalkeith House in Midlothian und Aberdour Castle in Fife. 
Im Frühjahr 1558 schloss sich Morton den protestantischen Lords of the Congregation an. Er beteiligte sich 1559/60 am Aufstand der Lords gegen die Regentin Marie de Guise. Seit 1561 war Morton Mitglied des Staatsrates, 1562 wurde er zum Lordkanzler ernannt. Morton unterstützte im August und September 1565 Maria Stuart bei der Niederschlagung des Aufstandes ihres Halbbruders James Stewart, 1. Earl of Moray.

## Die Ermordung Rizzios
Seit Oktober 1565 stand der italienische Musiker David Rizzio in der Gunst Maria Stuarts und erlangte durch sein Amt als Sekretär der Königin erheblichen Einfluss auf die schottische Politik. Maria Stuart betraute Rizzio mit der Führung ihrer Korrespondenz mit dem Papst und mit Frankreich. Deswegen befürchteten viele schottische Lords, darunter auch Morton, persönliche Machteinbußen und die Rückkehr zur prokatholischen Politik.

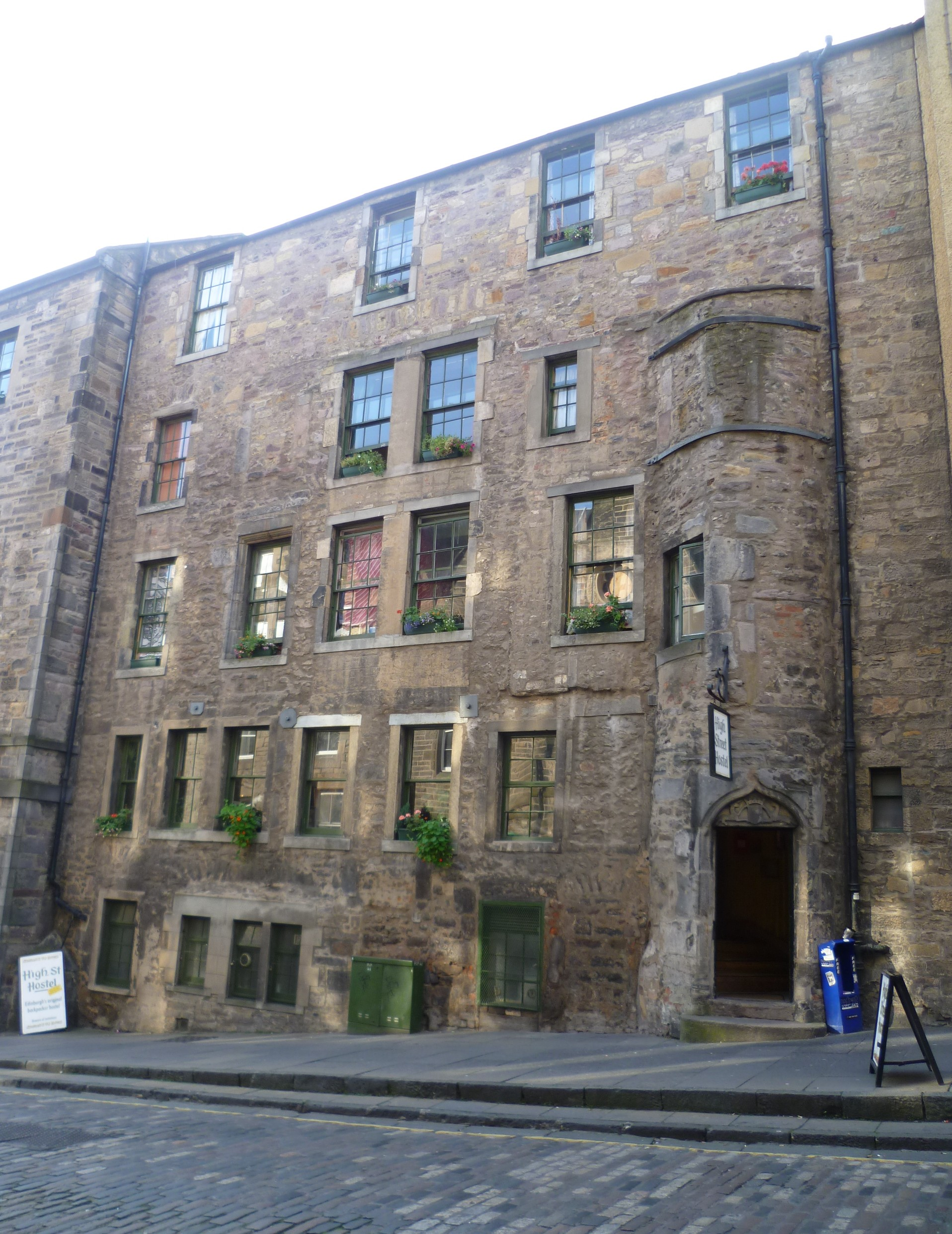
Mortons Haus in Edinburgh (heute eine Jugendherberge)

Am 2. März 1566 unterzeichneten in Newcastle William Maitland of Lethington, der Earl of Moray und Lord Henry Darnley einen Vertrag, indem den Verbannten um Moray die Rückkehr nach Schottland gestattet und Darnley das Mitkönigtum bestätigt wurde. Weiterhin wurde die Aufrechterhaltung der protestantischen Religion in Schottland beschlossen. Der Vertragsinhalt wurde der englischen Königin mitgeteilt. Die Ermordung Rizzios wurde nicht schriftlich festgelegt. Die späteren Mörder Rizzios wie Douglas, sein Halbbruder George Douglas the Postulate sowie Lord Ruthven (1520–1566) und Lord Lindsay († 1589), deren Frauen aus dem Douglas-Clan stammten, nahmen an den Vertragsverhandlungen teil. Es ist anzunehmen, dass die Ermordung Rizzios in Newcastle besprochen und beschlossen wurde. 
Am 9. März 1566 veranstaltete Maria im Schloss Holyrood ein kleines Abendessen im privaten Kreis. In den späten Abendstunden drangen  Douglas und weitere Adlige samt bewaffnetem Gefolge in die privaten Gemächer der im sechsten Monat schwangeren Königin ein. Die Eindringlinge stürzten sich auf Rizzio, verschleppten ihn in das Nachbarzimmer und erstachen ihn dort. Maria Stuart wurde die Gefangene von Douglas, doch sie konnte Darnley für sich gewinnen. Mit dessen Hilfe konnte Maria Stuart sich in der Nacht vom 11. zum 12. März 1566 aus der Gefangenschaft befreien. Wenige Stunden später veranlasste sie die Verfolgung der Mörder Rizzios.  Douglas flüchtete und erreichte am 17. März 1566 das sichere England.

## Die Ermordung Darnleys
Maria Stuart begnadigte  Douglas am 24. Dezember 1566, kurze Zeit später kehrte er nach Schottland zurück. Über die Vorbereitungen zur Ermordung Darnleys gibt es unterschiedliche Aussagen der Beteiligten. Die Hauptakteure Bothwell und Morton beschuldigten sich später gegenseitig, die Ermordung Darnleys geplant und ausgeführt zu haben. Morton beichtete kurz vor seiner Hinrichtung, der Earl of Bothwell habe ihm vorgeschlagen, Darnley zu ermorden. Morton soll dies abgelehnt haben, da er nach seiner Begnadigung nicht wieder in Ungnade fallen wollte. Vorsichtshalber entsandte er seinen Verwandten Archibald Douglas nach Edinburgh, um Maria Stuart zu informieren. Sie soll entsetzt geantwortet haben: „Sagen sie dem Earl of Morton, dass die Königin nicht über diese Frage zu sprechen wünscht.“ Spätestens seit dem 7. Februar 1567 war Morton über die laufenden Vorbereitungen zum geplanten Attentat auf Darnley informiert. Am 10. Februar 1567 wurde Darnley auf Schloss Kirk o’Field getötet. Bothwell wurde bald danach als Attentäter verdächtigt und vor Gericht gestellt. Am 12. April 1567 fand das Gerichtsverfahren statt, an dem Morton nicht teilnahm. Bothwell wurde freigesprochen. Ende April 1567 verpflichtete sich Morton, Bothwell als Gatten der Königin zu empfehlen. Aber schon Anfang Mai 1567 bildeten Morton, der Earl of Argyll und der Earl of Atholl ein Bündnis, welches sich gegen eine Rangerhöhung Bothwells wandte.

## Der Sturz Maria Stuarts
Am 15. Juni 1567 zogen die Aufständischen unter Führung Mortons aus Edinburgh in Richtung Musselburgh. Wenige Stunden später bezogen die königlichen Truppen unter dem Befehl Bothwells ihre Stellung bei Carberry Hill, etwa 8 Meilen östlich von Edinburgh. Bothwell forderte Morton zum persönlichen Zweikampf heraus. Morton verweigerte dies und beauftragte Lindsay mit Bothwell zu verhandeln. Aufgrund seiner geringen Truppenstärke vermied Bothwell eine offene Schlacht, er unterwarf sich Morton und ließ sich freies Geleit gewähren. Morton nahm die Königin gefangen und ließ sie auf der Burg Loch Leven Castle festsetzen. Ein Gefolgsmann Bothwells verriet Morton nach der Anwendung der Folter das Versteck der Kassettenbriefe. Diese verwahrte Morton seit dem 20. Juni 1567. Maria Stuart dankte am 24. Juli 1567 unter Druck in Gefangenschaft ab, zugunsten ihres einjährigen Sohns James, Jakob VI. Die Regentschaft übernahm Marias Halbbruder James Stewart, 1. Earl of Moray. Im Mai 1568 gelang der ehemaligen Königin die Flucht von Lochleven und eine letztmalige Bündelung ihre Anhängerschaft. Moray, Kirkcaldy und Morton führten sofort ihre Truppen gegen Maria Stuart und  besiegten sie in der Schlacht von Langside am 13. Mai 1568. Maria Stuart flüchtete nach England. Seit Oktober 1568 fand zuerst in York, später in Westminster ein Schauprozess statt, mit dem Ziel, Maria Stuarts Schuld an der Ermordung Darnleys zu beweisen. Morton legte dort als Beweis ihrer Schuld die Kassettenbriefe vor.

## Regentschaft und Tod
Nach der Ermordung des Regenten Moray am 23. Januar 1570 brach in Schottland ein Krieg zwischen der Partei des Königs (Jakob VI.) und der Partei der Königin (Maria Stuart) aus. Ab August 1571 fungierte John Erskine, Earl of Mar, als Regent für den minderjährigen König. Tatsächlich regierte jedoch Morton. Nach dem Tod des Earls of Mar am 28. Oktober 1572 wurde Morton auch offiziell schottischer Regent. Morton bezwang mit Hilfe einer englischen Streitmacht die letzten Anhänger Maria Stuarts, welche verzweifelt das Edinburgh Castle verteidigten. Im Mai 1573 kapitulierten die Anhänger Marias, ihre Führer William Maitland of Lethington und William Kirkcaldy of Grange wurden auf Veranlassung Mortons im August 1573 hingerichtet.
Morton erwies sich als fähiger, aber brutaler Regent. Unter seiner Regentschaft wurde die politische und kirchliche Verwaltung neu organisiert. Morton sicherte als Regent die von Elisabeth I. gewünschte proenglische und protestantische Herrschaft. Politische und persönliche Gegner sowie deren Familien wurden rücksichtslos enteignet, verfolgt, eingesperrt oder gehängt.
Morton musste 1578 als Regent zurücktreten. Der zwölfjährige Jakob VI. wurde in aller Form zum König erklärt. 1579 kam aus Frankreich Esmé Stuart, Sieur d’Aubigny, seit 1580 Earl of Lennox, der mit Unterstützung des Hauptmanns James Stewart, von 1580 bis 1585 Earl of Arran, die Kontrolle über König und Königreich gewann. Morton wurde 1580 verhaftet, aufgrund seiner Beteiligung an der Ermordung Darnleys wegen Hochverrats geächtet und zum Tode verurteilt und am 2. Juni 1581, trotz englischer Proteste, hingerichtet. Seine Titel und Ländereien wurden von der Krone eingezogen, aber schließlich am 29. Januar 1586 wieder vergeben.

## Die Erben

Wappen des Earl of Morton

John Maxwell, 7. Lord Maxwell (1553–1593), ein Enkel des 3. Earls of Morton erbte Titel und Besitz Mortons. 1585 wurde diese Erbfolge widerrufen und der Titel des 5. Earl of Morton wurde für seinen Neffen Archibald Douglas, 8. Earl of Angus (1555–1588) wiederhergestellt. William Douglas of Lochleven (1539/40–1606), Sohn von Robert Douglas of Lochleven und Margaret Erskine, wurde 6. Earl of Morton.